# Loupiac-de-la-Réole
Loupiac-de-la-Réole – miejscowość i gmina we Francji, w regionie Nowa Akwitania, w departamencie Żyronda.
Według danych na rok 1990 gminę zamieszkiwało 319 osób, a gęstość zaludnienia wynosiła 60 osób/km² (wśród 2290 gmin Akwitanii Loupiac-de-la-Réole plasuje się na 861. miejscu pod względem liczby ludności, natomiast pod względem powierzchni na miejscu 1406.).